# Jasmine Sepandj
Jasmine Sepandj (* 5. April 1995) ist eine ehemalige kanadische Skispringerin.

## Werdegang
Bei den Kanadischen Meisterschaften 2010 in Calgary gewann Sepandj Silber.
Anschließend folgte ihr internationales Debüt im Dezember 2011 bei einem Continental Cup in Notodden. Dort verpasste sie den zweiten Durchgang und erreichte erst im Februar 2012 in Liberec ihre ersten Continental Cuppunkte.
Am 25. Januar 2014 sprang Sepandj in Planica erstmals im Weltcup und sammelte als 27. erste Weltcuppunkte. Bei der Junioren-WM im Val di Fiemme belegte sie beim Einzelspringen auf der Normalschanze Rang 30.
Anfang 2017 trat sie letztmals international an.

## Erfolge

### Weltcup-Platzierungen
| Saison  | Platz | Punkte |
| ------- | ----- | ------ |
| 2013/14 | 63.   | 04     |

### Continental-Cup-Platzierungen
| Saison  | Platz | Punkte |
| ------- | ----- | ------ |
| 2011/12 | 72.   | 01     |
| 2012/13 | 19.   | 49     |
| 2014/15 | 24.   | 72     |
| 2016/17 | 29.   | 44     |